# المرسي السيد حجازي
المرسي السيد حجازي هو سياسي مصري، ووزير المالية المصري بعد تعديل وزاري لحكومة هشام قنديل في مطلع عام 2013، ولد في 26 مارس 1948، و هو أستاذ الاقتصاد بجامعة الإسكندرية، و حاصل على دكتوراه الفلسفة في الاقتصاد عام 1985 من جامعة كونيتيكت، و له عدة مؤلفات في الاقتصاد منها : التمويل والصيرفة الإسلامية، مبادئ الاقتصاد والعدالة الاجتماعية.